# Montego Sinus
Il Montego Sinus è una struttura geologica della superficie di Titano.